# Finsterforst

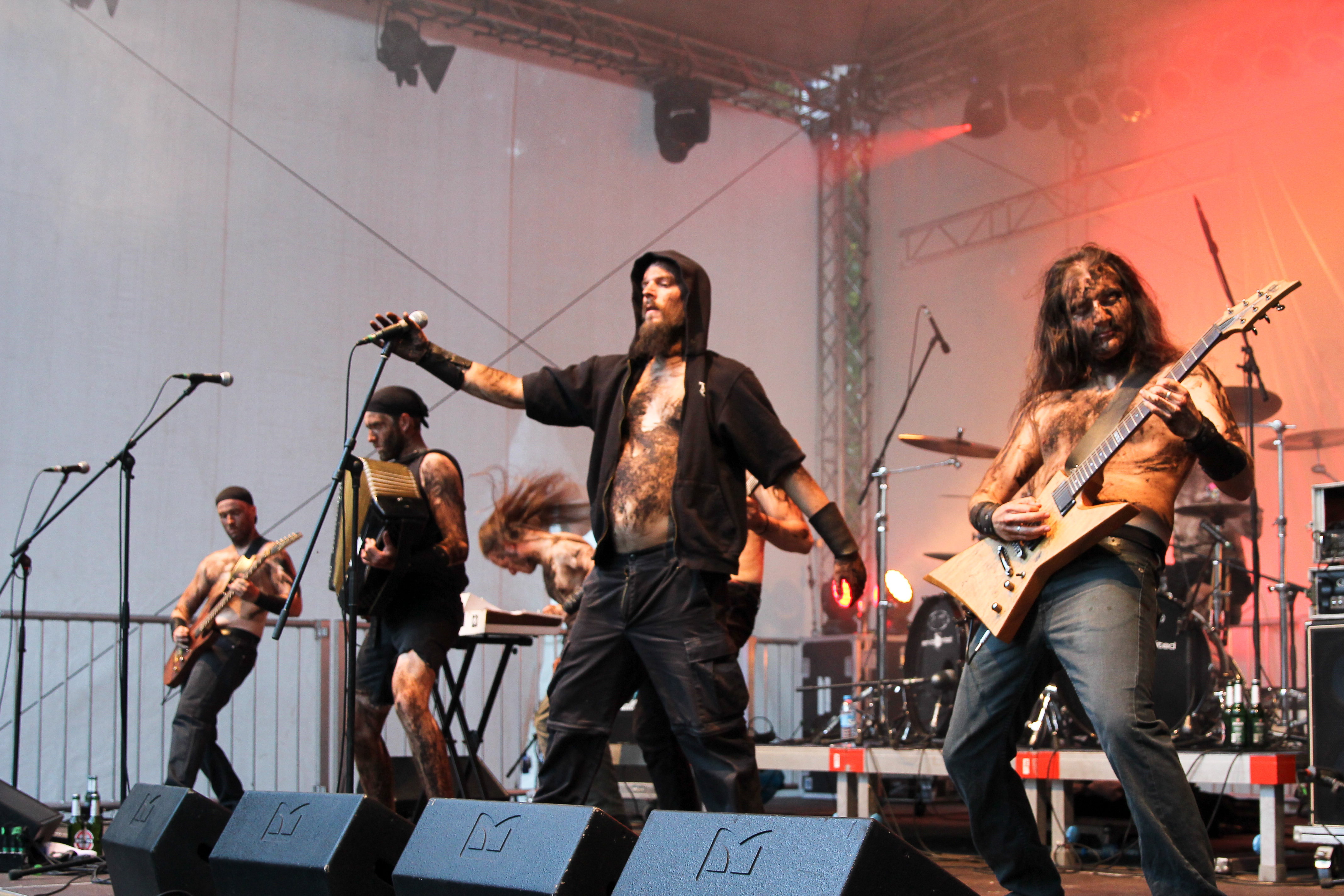
Wave-Gotik-Treffen 2014

Finsterforst is een folkmetalband uit het Zwarte Woud in Duitsland.

## Biografie
Finsterforst werd in 2004 opgericht door Simon Schillinger, Marco Schomas, Tobias Weinreich en Sebastian Scherrer. Aanvankelijk richtten zij zich alleen op het schrijven van songs, pas later besloten zij een echte band te formeren. Dit maakte uitbreiding van het gezelschap noodzakelijk. Al spoedig vonden zij een accordeonist (Johannes Joseph) en een slaggitarist (David Schuldis).
Nog zonder drummer begon Finsterforst in 2005 met de opnames voor de EP Wiege der Finsternis. In 2006 trad drummer Cornelius Heck toe tot de band en konden de band gaan optreden.
Begin 2007 ging Finsterforst opnieuw de studio in met als resultaat het album Weltenkraft. In 2009 zag hun tweede album ... zum Tode hin het licht. Door de jaren heen speelde de band op Duitse festivals als Ragnarök, Wolfszeit, Metal Invasion en Wacken Open Air (2013).
Het album Mach Dich Frei (2015) bezorgde de band opnieuw het nodige succes. Met opvolger Zerfall (2019) koos de band voor een bredere sound, waar binnen ruimte is voor pagan-metal, black-metal, progressive metal en zelfs een vleugje Rammstein-achtige metal. Het album kreeg lovende kritieken van de internationale pers en Finsterforst speelde vervolgens door heel Europa op festivals zoals Cernunnos Pagan Fest (FR), Dark Medieval Fest (FR), Ragnarök (DE), Heathen Gathering (AT) en March Into Walhalla in Apeldoorn.
In 2023 verscheen Jenseits, wat eigenlijk bedoeld was als EP maar in de praktijk de lengte van een full-length heeft. Hierop borduurde Finsterforst verder op de sound die op Zerfall was ingezet. Wederom kreeg de band lovende kritieken en opnieuw openden zich deuren in heel Europa, waaronder een mini-tour in maart 2024 door Nederland samen met de Zwitserse black/folk-band Morgarten en het Nederlandse Neverus als support-act.

## Bezetting
De band bestaat uit de volgende leden:
- Johannes Joseph - accordeon, "clean" zang, koorzang
- Marco Schomas - zang, akoestische gitaar
- Tobias Weinreich - basgitaar
- Cornelius "Wombo" Heck - drums, koorzang
- Sebastian "AlleyJazz" Scherrer - keyboards
- David Schuldis - ritmisch gitaar
- Simon Schillinger - leadgitaar/ritmisch gitaar, akoestisch gitaar, koorzang
- Peter Hamm - live gitaar

## Discografie
- 2005 Wiege der Finsternis (EP)
- 2007 Weltenkraft (debuut)
- 2009 ... zum Tode hin
- 2010 Urwerk (compilatie van 'Wiege der Finsternis' en 'Weltenkraft')
- 2012 Rastlos
- 2015 Mach Dich Frei
- 2019 Zerfall
- 2023 Jenseits (EP)